# Флуорний синтез
Флуорний синтез (англ. fluorous synthesis, рос. фторный синтез) — у комбінаторній хімії — спосіб синтезу в розчинних фазах, де використовується здатність високофлуорованих груп відділятися з води і більшості органічних розчинів у третю фазу, яка є флуорованим розчинником. Флуорований бічний ланцюг діє як розчинна підкладка в синтезі. 